# Dargun
Dargun é um município da Alemanha, situado no distrito de Mecklenburgische Seenplatte, no estado de Mecklemburgo-Pomerânia Ocidental. Tem 117,15 km² de área, e sua população em 2019 foi estimada em 4.329 habitantes.